# Icius dendryphantoides
Icius dendryphantoides là một loài nhện trong họ Salticidae.
Loài này thuộc chi Icius. Icius dendryphantoides được Embrik Strand miêu tả năm 1909.